# Số nhân tiền tệ
Số nhân tiền tệ, còn gọi là số nhân tín dụng, đo lường mức độ mà ngân hàng thương mại làm tăng cung tiền. Số nhân này bằng tỷ số giữa tổng lượng cung tiền và lượng cung tiền cơ sở.
Ký hiệu:
- m là số nhân tiền tệ
- M là tổng lượng cung tiền
- H là lượng cung tiền có mãnh lực (hay còn được biết đến là tiền cơ sở)
- C là lượng tiền mặt
- D là lượng tiền gửi
- R là lượng tiền mà các ngân hàng thương mại phải dự trữ và để trong tài khoản của họ tại ngân hàng trung ương

Công thức tính lượng cung tiền:
- m = M / H = (C+D) / (C+R)

Vì ngân hàng thương mại chỉ phải dự trữ tại tài khoản của họ ở ngân hàng trung ương một phần số tiền gửi vào ngân hàng của họ, nên R nhỏ hơn D. Do đó, m lớn hơn 1. H tăng bao nhiêu sẽ làm cho tổng lượng cung tiền tăng nhiều hơn thế.
Trường hợp đặc biệt:
m = 1, tức H = M ngân hàng thương mại dự trữ 100%, không tạo tiền (không cho vay).
m = vô cùng, tức ngân hàng thương mại không dự trữ, dân không giữ tiền mặt.
Giả sử , khách hàng A gửi 100 đồng vào ngân hàng thứ nhất với dạng tiền gửi sử dụng séc. Với tỷ lệ dữ trữ 10% nghĩa là ngân hàng sẽ giữ lại 10% tiền gửi dưới dạng dự trữ và cho vay hết phần còn lại. vậy hãy tính tiền Ngân Hàng tăng thêm ( tạo ra ) khi sử dụng hoạt động kinh doanh là cho vay.
có thể nói đơn giản số nhân tiền chính là nghịch đảo của tỷ lệ dữ trữ trong trường hợp này số nhân tiền = 1/10%= 10
=> lượng tiền mà ngân hàng có thể tạo ra = 10 (số nhân tiền) * 90 đồng ( 10 đồng đã được dự trữ trong ngân hàng) = 900 đồng
có thể thấy lượng tiền mà ngân hàng tạo ra phụ thuộc vào tỷ lệ dữ trữ như thế nào
Tỷ lệ dữ trự càng cao, lượng tiền gửi mà các ngân hàng cho vay càng ít và số nhân tiền càng nhỏ